# Jaguar 1
De Jaguar 1 of Raketenjagdpanzer 3, afgekort RakJPz3 Jaguar 1, was een Jagdpanzer van de Duitse Bundeswehr. De RakJPz was relatief licht bepantserd en vertrouwde op zijn snelheid en lage profiel.

## Achtergrond
Na de Tweede Wereldoorlog schreef de doctrine van de "mobiele verdediging" voor, met gebruik van antitankeenheden (Panzerjägertruppe). Deze moesten de infanterie ondersteunen bij de verdediging tegen vijandelijke tanks. Hiervoor schafte de Bundeswehr in 1961 de Raketenjagdpanzer 1 aan en vervolgens de Kanonenjagdpanzer en de Raketenjagdpanzer 2 die van 1967 tot 1968 instroomde en de Raketenjagdpanzer 1 verving bij de Panzerjägercompagnies van de Panzergrenadier-en Panzerbrigades. Iedere brigade ontving 8 voertuigen.

## Ontwikkeling

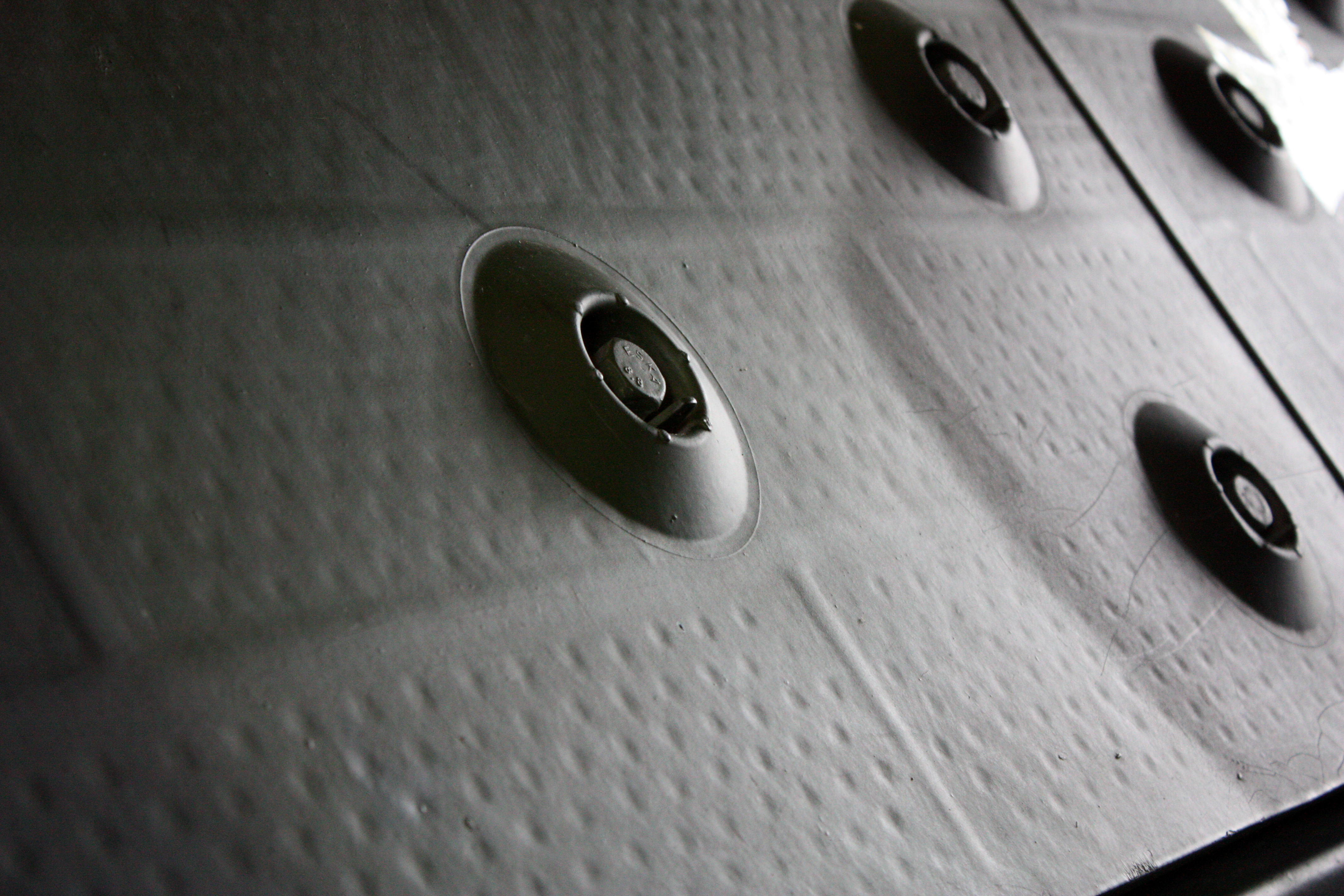
Detail add-on pantser

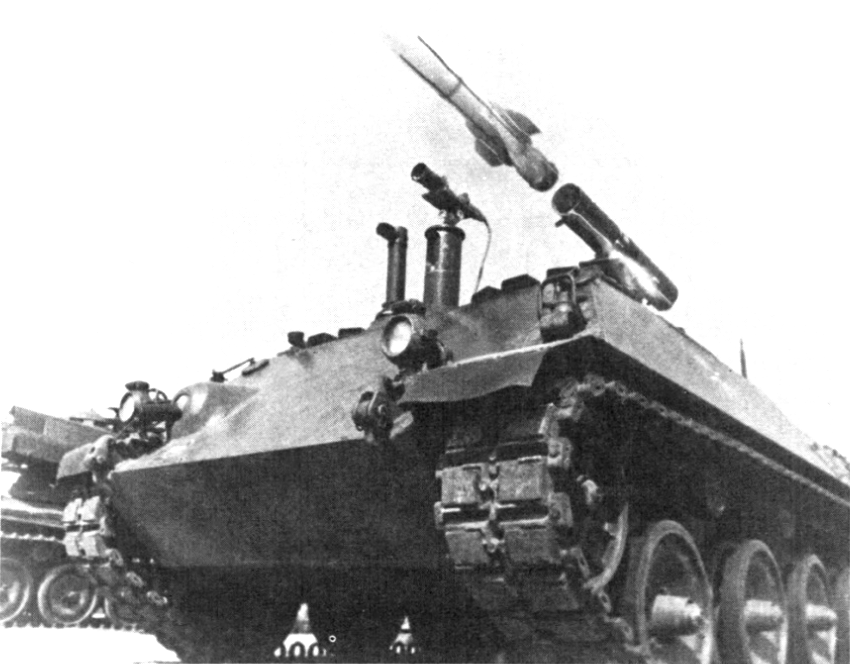
HOT-lancering door Jaguar 1 prototype

Nadat het HOT-systeem beschikbaar was gekomen, werd het gebruik ervan getest op enkele omgebouwde Raketenjagdpanzer 2. Nadat de tests met succes waren afgerond, werden tussen 1978 en 1982 werden 316 van de 318 Raketenjagdpanzer 2 omgebouwd en voorzien van het nieuwe wapensysteem en aanvullende bepantsering (‘add-on armour’); aan de voorkant en zijkanten van de romp werden pantserplaten op het voertuig vastgeschroefd op rubberen afstandsbussen waardoor er een ruimte overblijft die fungeert als buffer tussen het pantser en de romp. Ze bleven ingedeeld bij de Panzerjägercompagnies van de Panzergrenadier- en Panzerbrigades.
Van 1983 tot 1885 werden er 162 Kanonenjagdpanzer omgebouwd tot RakJPz4 Jaguar 2 met het wapensysteem TOW. De Jaguar 2 kreeg net zoals de Jaguar 1 aanvullende bepantsering (‘add-on armour’)
Van 1983 tot 1993 werden de Jaguar 1 met het wapensysteem HOT en de Jaguar 2 beide gebruikt door de Panzerjäger eenheden van de Bundeswehr. Na ontbinding van de Panzerjäger eenheden in 1996 werden de Jaguar 1A3 voertuigen toegewezen aan de Panzergrenadier-bataljons (PzGrenBtl), en soms ook aan tankbataljons. Eind 2005 waren alle Jaguar 1’s buiten gebruik gesteld.

### Jaguar 1A1

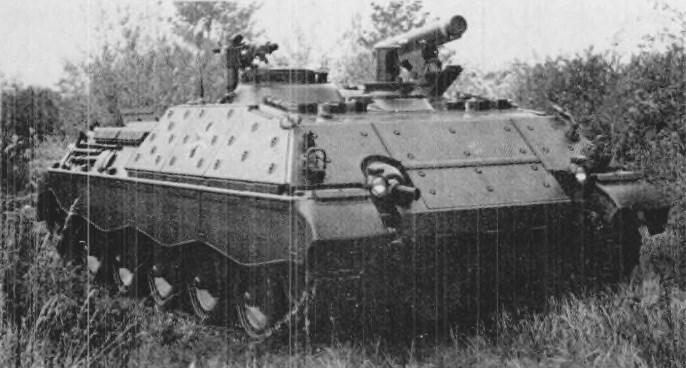
Jaguar 1A1

Tussen 1978 en 1982 werden 316 van de 318 Raketenjagdpanzer 2 omgebouwd tot RakJPz3 Jaguar 1A1 met het nieuwe HOT antitank wapensysteem en voorzien van aanvullende bepantsering (‘add-on armour’).

### Jaguar 1A3

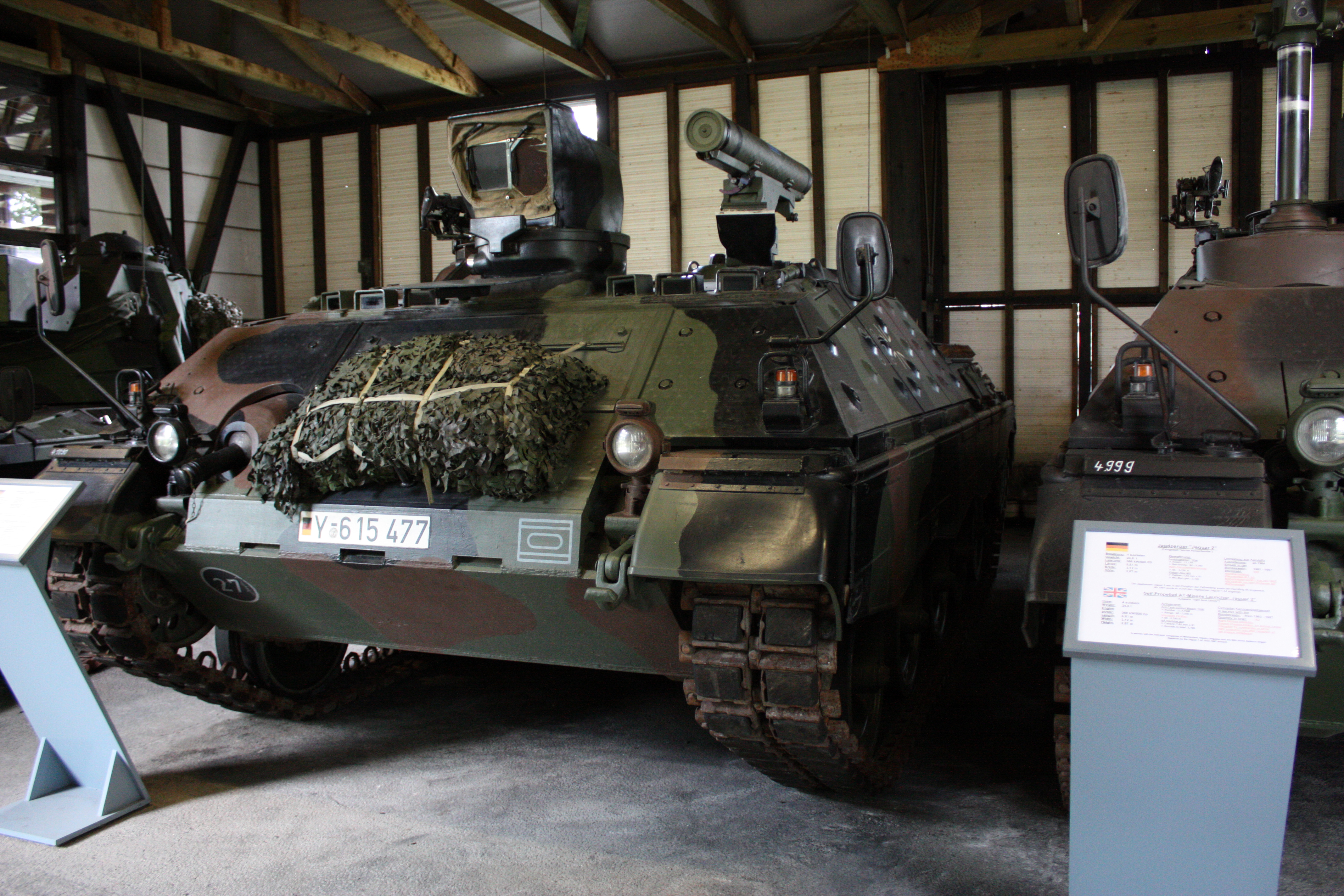
Jaguar 1A3

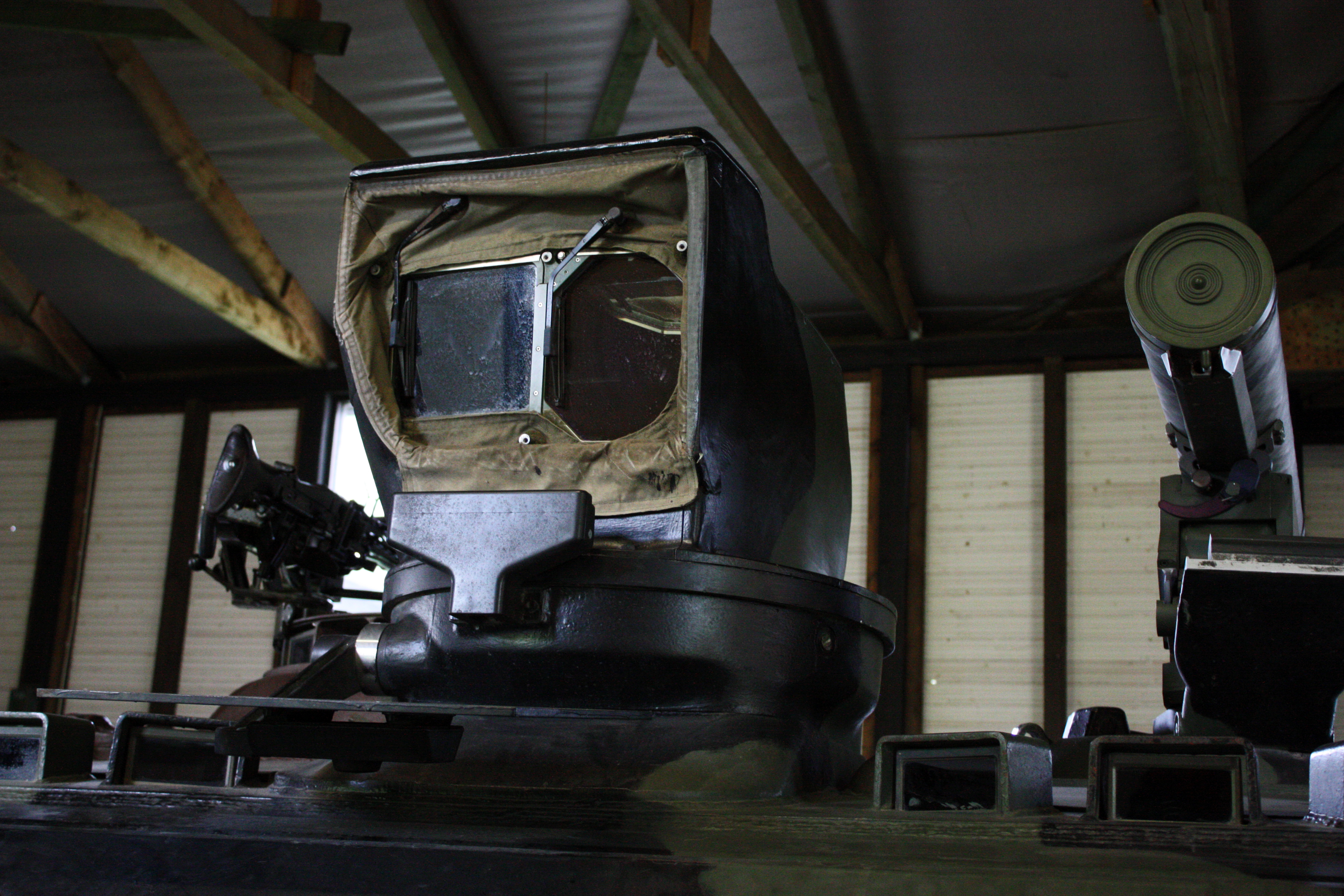
Behuizing van de NZBG op een Jaguar 1A3

Terwijl de Jaguar 2 in 1993 werd
Terwijl de Jaguar 2 in 1993 werd uitgefaseerd, ondergingen 181 Jaguar 1A1’s From 1993 to 1995 een upgradeprogramma dat zich richtte op het verbeteren van de nachtzichtapparatuur. Er werd een geheel nieuw RZ 1201-warmtebeeldbeeldapparaat, ook wel NZBG (Nacht Ziel Beobachtungs Gerät) genoemd, boven op het voertuig gemonteerd. Het NZBG kostte ongeveer DM10 miljoen en maakt gebruik van warmtebeeldmodules van Raytheon Tevens werd het voertuig geschikt gemaakt om de nieuwe HOT-2MP (1992) te kunnen afvuren. Deze heeft een geringer penetratievermogen, maar veroorzaakt meer schade dan de standaard HOT-2 door de combinatie van brand- en fragmentatie-effecten. De gemodificeerde voertuigen werden Jaguar 1A3 genoemd en waren herkenbaar aan de grote hoekige koepel boven op het voertuigdak waarin de NZBG en de richtoptiek zijn ondergebracht. De jaguar 1A3 werd gebruikt tot eind 2005.

## Constructie
De Jaguar 1 is een rupsvoertuig met een kazemat constructie, voorzien van een lanceerinstallatie voor HOT draadgeleide antitank raketten.
Kenmerken
Uiterlijk lijkt de Jaguar 1 erg op de Jaguar 2. Ze zijn echter te onderscheiden door zichtbare verschillen:
- Jaguar 1 heeft een boegmitrailleur, de Jaguar 2 niet.
- Jaguar 1 heeft de rookbuslanceerinrichting op het achterdak, Jaguar 2 op het schuine frontpantser.
- Boven op het dak van de Jaguar 1 bevindt midden vooraan één korte dikke behuizing met een richtperiscoop. De Jaguar 2 heeft twee uitschuifbare masten op het voertuigdak; één rechtsvoor, één links aan de zijkant.
- Het wapensysteem HOT van de Jaguar 1 wordt onder pantser bediend, terwijl de TOW van de Jaguar 2 wordt bediend door de schutter die in het geopende luik naast de lanceerinstallatie staat.

Romp
De romp van de Jaguar 1 is gemaakt van gelaste schuin geplaatste gewalste platen van pantserstaal. De ‘overgebouwde’ romp heeft een "getrapte" vorm, wat betekent dat het motordek aan de achterzijde van het voertuig lager is dan het bemanningscompartiment aan de voorzijde.
De Jaguar 1 was voorzien van NBC beschermingsinstallatie (overdruk) en een brandblusinstallatie.
In de bodem van het bemanningscompartiment was een rond noodluik aangebracht.
De bestuurder bevond zich aan de linkerkant, de commandant aan de rechterkant, elk met hun eigen luik. De schutter zat tussen hen in en de lader zat erachter, rug-aan-rug met de schutter.
De chauffeur had 3 zichtblokken waarvan de middelste verwisseld kon worden voor een nachtzichtapparaat. Hij had een rond stuurwiel, en voor noodgevallen tevens twee stuurhendels die ook dienden als handrem. Boven zijn zitplaats zit een vlak eendelig toegangsluik dat naar links opent.
De commandant had 3 zichtblokken waarvan de middelste verwisseld kon worden voor een nachtzichtapparaat. Rechts voor het luik van de commandant was een kolomaffuit geplaatst waar de dakmitrailleur op geplaatst kon worden. Boven zijn zitplaats zit een vlak eendelig toegangsluik dat naar rechts opent.
Rechtsachter op het dak was een rond luik voor de lader geplaatst, met 8 zichtblokken en een ronde rail eromheen waarop het affuit van de dakmitrailleur geplaatst kon worden. Achter het luik was een waarnemingsperiscoop op een korte mast geplaatst.
De HOT raketten worden geleid door de schutter die tussen de bestuurder en de commandant zat. Hij beschikt over een periscopische dagvizier dat in een korte dikke behuizing boven het voertuig uitsteekt.
Rechtsachter op het voertuig bevond zich een rond luikje waarachter een ‘infanterietelefoon’ (Außenbordsprechstelle) geplaatst was die was aangesloten op het intercomsysteem van het voertuig, zodat iemand van buiten het voertuig met de bemanning in het voertuig kon praten Veel gevechtstanks, o.a. de Centurion, Leopard 1, Leopard 2, M1 Abrams en daarvan afgeleide voertuigen, hebben ook een infanterietelefoon achter op de romp.
In het voertuigdak was achter het luik van de bestuurder een grote eivormige opening met twee luiken aangebracht voor de lanceerinstallatie.
Bewapening

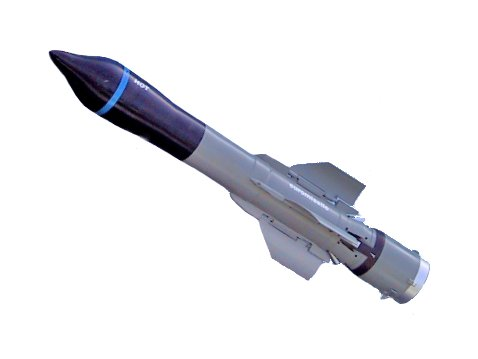
HOT raket

De hoofdbewapening is een Euromissile 3KS lanceersysteem voor de draadgeleide antitankgeleide HOT raket met een automatische laadinrichting met een drummagazijn dat acht HOT-raketten bevat.
Rechtsvoor in de schuin geplaatste voorzijde is een boegmitrailleur MG3A1 in een boldoorvoering/kogelaffuit geplaatst.
Als dakmitrailleur was een MG3 op een torenringaffuit geplaatst op de ring bij het luik van de lader. Er waren in totaal 4000 patronen voor de twee 7,62 mm mitrailleurs beschikbaar.
Op het achterdek was een elektrisch bediende rookbuslanceerinrichting met 8 bussen van 76 mm geplaatst.
Munitie
De Jaguar 1 voerde 20 Euromissile HOT antitankraketten mee. De HOT raket wordt in zijn lanceerbuis vervoerd en wordt behandeld als normale munitie. Het totale gewicht van raket en lanceerbuis is 32 kg, De lengte is 1,3 m en de diameter 175 mm. De raket zelf weegt 23 kg bij de lancering, waarvan de 1e generatie HEAT-kop 6 kg weegt inclusief ontsteker.
De gevechtslading is van het type HEAT, bevat 3 kg explosief en heeft een diameter van 136 mm. De vluchttijden zijn 9 seconden tot 2.000 m, 13 seconden tot 3.000 m en 17,3 seconden tot 4.000 m.
In 1985 werd de HOT 2 in productie genomen met de levering van de eerste productieraketten in 1986, waarna de productie van de HOT 1 stopte. De diameter van de HOT 2 is verhoogd van 136 mm tot 150 mm en de explosieve lading is toegenomen van 3 kg tot 4,1 kg zonder dat het gewicht van de raket daadwerkelijk is toegenomen. De HOT 2 kan 1.300 mm conventioneel stalen pantser doordringen.
Motor en transmissie
De 29,9L Daimler-Benz MB 837 Aa-500 vloeistofgekoelde multifuel V8 dieselmotor van 500  pk (368  kW) met Renk-transmissie waren achter in het voertuig geplaatst. De 8-cilinder waren per 4 in een hoek van 90° ten opzichte van elkaar geplaatst.
De Renk HSWL 123 halfautomatische handgeschakelde transmissie met 3 versnellingen vooruit en 3 achteruit bestond uit een versnellingsbak met 3 versnellingen en een tussenbak die in ‘vooruit’, ‘achteruit’ of ‘neutraal’ gezet kon worden.
Om bij de motor te komen kon het achterdek hydraulisch geopend worden.
Loopwerk
Het loopwerk is een verbeterd Christie loopwerk, met aan beide kanten vijf dubbele loopwielen, een aandrijfwiel aan de achterzijde van het voertuig, een spanwiel vooraan en drie geleiderollen (ook wel toprollen genoemd). De loopwielen waren voorzien van torsiestaafvering met een bufferveer-aanslagstop. Behalve het middelste hebben alle loopwielen een hydraulische schokdemper.
De rupsband is een 450 mm brede Diehl 828G metalen dual-pin rupsband met open middengeleiders, eindconnectors aan beide zijden en met verwisselbare rubberblokken (trackpads). De rupsband heeft 86 schakels per zijde De rubberen trackpads konden vervangen worden door gietijzeren X-vormige ‘stijgijzers’ (du: Schneegreifer; en: snow grousers) om op sneeuw en ijs te rijden of om de grip te vergroten. Die sneeuwgrijpers werden in de zomertijd in houders aan de zijkant van de romp meegevoerd.
Het loopwerk wordt beschermd door kunststof zijbeplating, waarin voetsteunen waren aangebracht om die het eenvoudiger maakten om op het voertuig te klimmen. De zijbeplating biedt extra bescherming tegen vijandelijke projectielen.
Het voertuig kon 360° wenden in ca. 10 seconden

## Inzet
Het voertuig was bedoeld om vanuit voorbereide posities gepantserde doelen te bestrijden op afstanden tussen 1500m en 4000m omdat de kanonnen van tanks op die afstanden niet effectief of nauwkeurig genoeg waren.
Het vuurleidingssysteem werkt als volgt. De schutter volgt het doel door zijn periscopische dagvizier dat aan de voorzijde op het dak is gemonteerd. Tijdens de eerste fase van de vlucht gebruikt hij een vergroting van ×4 (met een gezichtsveld van 13°) om de raket in zijn gezichtsveld te krijgen, daarna schakelt hij over naar een vergroting van ×12 (met een gezichtsveld van 4,3°) voor de eindgeleiding. De traverse van de richtkijker is 140° en elevatie van −20° tot + 20°. De HOT-raket wordt gelanceerd en na 30-50m gewapend. De booster versnelt de raket in één seconde tot 240 m/s en deze snelheid wordt vervolgens tijdens de vlucht constant gehouden. Zodra de raket het doel raakt, zakt de lanceerarm verticaal omlaag in het magazijn dat acht HOT-raketten bevat, en wordt automatisch een nieuwe raket geladen. Dit duurt enkele seconden en zodra dit is voltooid, kan de cyclus opnieuw beginnen. De gemiddelde vuursnelheid is 3 schoten per minuut. De trefkans tegen een stilstaand doel (2,3 × 2,3 m) of bewegend doel (2,3 × 4,6 m) is 80% op afstanden tot 500m en bijna 100% op afstanden tussen 500 en 4000m.
Kleur
Oorspronkelijk waren de Jaguar 1’s gespoten in effen legergroen. Vanaf 1984 stapte de Bundeswehr voor haar voertuigen over op het driekleurenvlekkenpatroon (Dreifarb-Tarnanstrich) (in de standaard-NAVO-camouflagekleuren teerzwart, mosgroen, bronsbruin), en werden alle voertuigen overspoten.
Uitrusting
De voertuigen zijn voorzien van normale rijverlichting incl. richtingaanwijzers voor gebruik op de openbare weg onder vredesomstandigheden, en beschikken daarnaast over oorlogs- of verduisteringsverlichting en een afzonderlijk te bedienen kruislicht. Daarnaast zitten er aan voor- en achterzijde twee bevestigingsbeugels voor hijsogen of bolderhaken, en achteraan het voertuig een trekhaak (type rangeerkoppeling).

## Oostenrijk
In de jaren 1995/96 verkocht de Bondsrepubliek Duitsland 90 Jaguar 1A1-voertuigen (zonder NZBG) aan de Oostenrijkse strijdkrachten. Ze werden in Oostenrijk PAL 4000 genoemd en waren bedoeld om de Oostenrijkse SK-105 Kürassier lichte tanks te ondersteunen bij anti-tanktaken. Ze misten echter de warmtebeeldapparatuur die nodig was voor nachtelijk gebruik.
64 Hiervan werden ingedeeld bij Panzerabwehrbataillon 1 (PAB1) van het Österreichische Bundesheer (ÖBH), de Oostenrijkse landmacht. PAB1 bestond uit 4 compagnies met elk 16 voertuigen.
Van de resteren de 26 werden er 6 omgebouwd tot commandotanks, en de overige 20 waren in reserve en werden gebruikt voor reservedelen.
In 2005 besloot de Oostenrijkse regering, als onderdeel van de hervorming van het federale leger van 2010, deze tanks vanaf begin 2006 buiten gebruik te stellen. Op 4 juli 2006 werd de laatste compagnie ontbonden. In 2010 werden de voertuigen afgestoten.
Oostenrijkse commandovoertuigen
Het Oostenrijkse leger heeft 10 Jaguar 2 zonder de TOW ATGW in ontvangst genomen en deze worden gebruikt als commandopostvoertuigen onder de benaming van de FuePz Jaguar 2.

## Gebruikers
- GER - 136 voertuigen (1978-2005)
- AUT - 90 voertuigen overgenomen van Duitsland (1996-2006)